# Augustin Aubert
Pour les articles homonymes, voir Aubert.

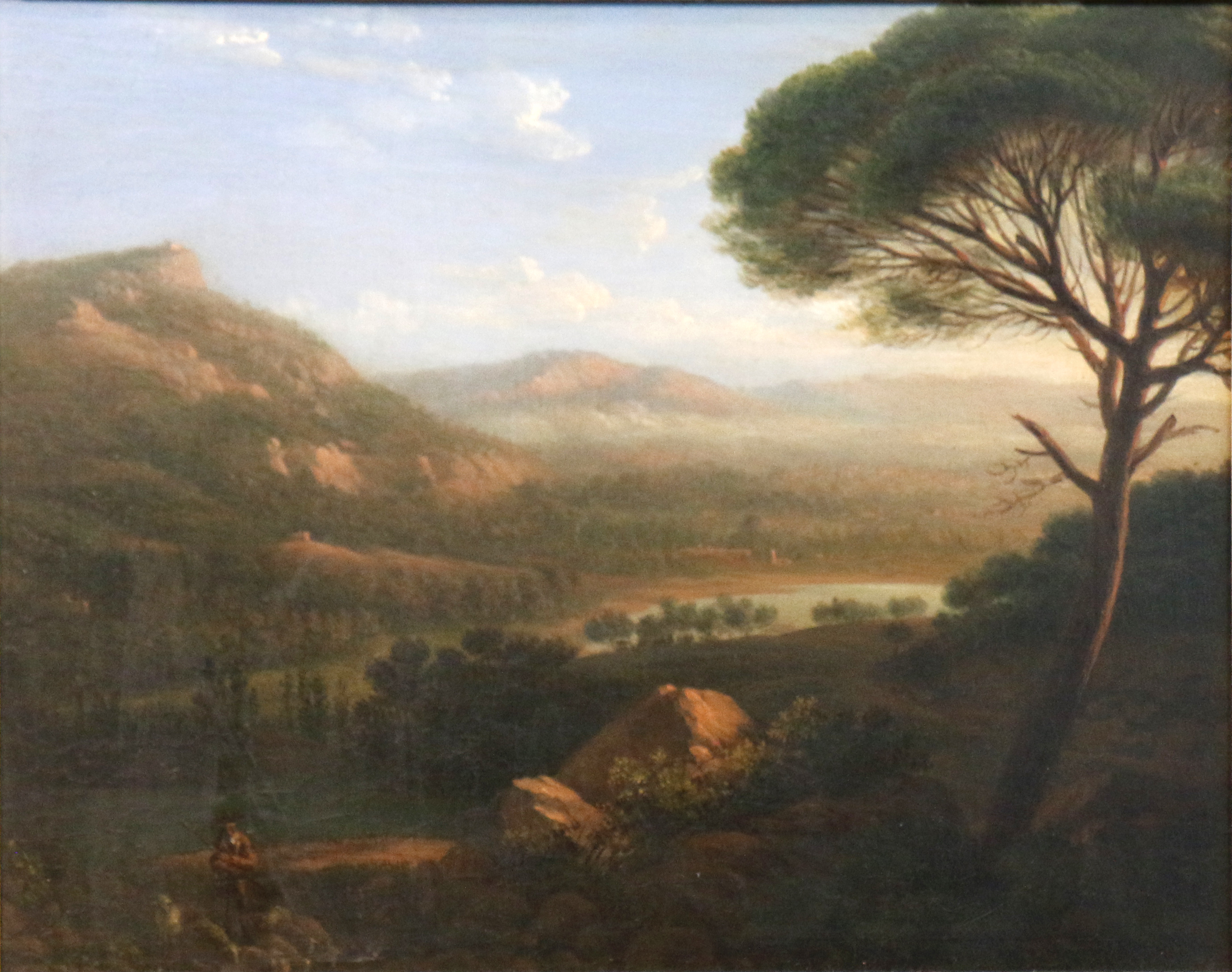
Environs de Montredon, musée des beaux-arts de Marseille.

Augustin Aubert, né à Marseille le 23 janvier 1781, et mort dans la même ville le 5 novembre 1857, est un peintre français.

## Biographie
Son père étant un des administrateurs du musée des beaux-arts de Marseille, Augustin Aubert fréquente très jeune cet établissement qui fut ouvert au public en 1804. Dès 1796, il suit les cours gratuits de l'école de dessin, avec comme premier maître Joachim Guenin, directeur de l'école, jusqu'à son départ pour Paris en 1802. Pendant deux ans, il fréquente l'atelier du peintre aixois Pierre Peyron. Il revient à Marseille où il ouvre un atelier et devient adjoint au directeur de l'école de dessin en 1806 et lui succède en 1810.
Le 19 mars 1812, il est nommé à l'académie de Marseille et prononce son discours de réception le 12 avril 1812. Il expose pour la première fois au Salon de 1817, et obtient une médaille d'or pour un tableau représentant Le premier sacrifice de Noé à la sortie de l'arche, que la ville de Marseille achète pour son musée. En 1824, il expose plusieurs vues des environs de Marseille. En 1827, il présente La Salutation angélique commandée par l'État pour l'église d'Ussel. Il forme plusieurs élèves, dont Dominique Papety, Joseph Beaume, Gustave Ricard, Philippe Tanneur et Eugène Lagier.
En 1844, atteint par des infirmités et l'affaiblissement de la vue, il prend sa retraite. Il meurt le 5 novembre 1857 dans sa maison de campagne du Canet à Marseille et est enseveli au cimetière de ce quartier. Lors de son discours de réception à l'académie de Marseille en 1869, le peintre Dominique Antoine Magaud  fera l'éloge d'Augustin Aubert, ainsi que des deux autres peintres provençaux Jean-Joseph Dassy et Dominique Papety.

## Œuvres

### Collections publiques
- Beaucaire, église Saint-Paul : Conversion de saint Paul (1836) et Décollation de saint Paul (1837) ; ces deux toiles achèvent la commande d'une série de cinq tableaux passée par la paroisse au peintre Jacques Réattu qui n'a pu en livrer que trois avant son décès survenu en 1833[3].
- Marseille :
  - Église Notre-Dame-du-Mont : La Visitation[4] dans le chœur ainsi que L'Agonie de saint Joseph et La Messe de Mgr de Belsunce[5] dans cette même église[6] ;
  - Église Saint-Charles : Le Christ en croix[7] ; La Résurrection[8] ; L'Ascension[9] ; La Transfiguration[10] et La Pêche miraculeuse[11] ;
  - Église de La Trinité-La Palud : La Très Sainte Trinité (1822 ; ce tableau placé dans le chœur derrière le maître-autel a été détruit par un incendie et remplacé par une copie fidèle exécutée par Jean-Baptiste Arnaud-Durbec[12]) ;
  - Musée des beaux-arts :
    - Le premier sacrifice de Noé à la sortie de l'arche[13],
    - La Flagellation[14],
    - Le Massacre des innocents[15],
    - Environ de Montredon (1824), huile sur toile, 24 × 32 cm[16],
    - Le Père éternel assis sur des nuages[17],
    - Portrait de Paulin-Guerin[18],
    - Le Renvoi d'Agar,
    - Diane et Endymion ;
- Ussel : Salutation angélique[19], 1827, commande du ministère de l'Intérieur pour la ville d'Ussel, localisation inconnue.

### Collections privées référencées
- Vue d'une chapelle souterraine de l'abbaye de Saint-Victor, 1819[20].
- Vue de Marseille, 1822[21].
- Plusieurs vues prises dans les environs de la même ville, 1824[21].

## Élèves
- Joseph Beaume
- Eugène Lagier
- Dominique Papety
- François Reynaud
- Gustave Ricard
- Philippe Tanneur

## Hommages
- Une rue de Marseille du 9e arrondissement porte son nom[22].